# 自衛隊ルワンダ難民救援派遣
自衛隊ルワンダ難民救援派遣（じえいたいルワンダなんみんきゅうえんはけん）とは、自衛隊が1994年（平成6年）9月21日から1994年12月28日までの間、ルワンダ難民救援のために派遣されたこと。

## 派遣の経緯
国際平和協力法に基づいて国連のPKO活動として部隊が派遣された例はあったが、国連の部隊としてではなく、国際平和協力法に基づく、日本主体の人道的な国際救援活動としては最初の例である。
ルワンダ内戦により大量に発生したルワンダ難民はアフリカのザイール（現コンゴ民主共和国）及びケニア等に逃れており、衛生状態その他が極めて悪化していた。そのため、日本はザイール及びケニアに自衛隊の部隊及び連絡調整員を派遣したのである。派遣部隊は、国連難民高等弁務官事務所（UNHCR）などと調整を行いつつ、医療、防疫、給水及び空輸等の業務を行った。
派遣されたのは、先遣隊として23名、ルワンダ難民救援隊として260名、空輸派遣隊として118名である。

## 難民救援隊の活動
派遣隊員の武装はそれまでの自衛隊海外派遣の拳銃・小銃に加えて、機関銃1挺及び82式指揮通信車1両が認められた。
機関銃の携行については、海外における自衛隊の武力行使の可能性やPKO協力法の適用範囲を超えるものとして国会で大いに揉めた。また「360度警戒するには2丁必要」との現場の訴えに対し、当時与党であった日本社会党が「過剰武装」と反対したため、護身用に携行する機関銃は上述のとおり1挺のみ認められた。
難民救援隊宿営地付近では夜間に銃撃なども起こり、宿営地には土嚢が積み上げられるなどの対策が採られた。難民救援隊はゴマにキャンプを設営し、野外手術システムや医療用テントを持ち込み、エイズ感染のリスクを背負いながら医療行為を行った。
現地で日本人の医療NGO（AMDA）構成員が武装集団の襲撃に遭った事件では、難民救援隊現地指揮官の判断により派遣されていた陸上自衛隊の警護小隊約20名がNGO構成員の輸送を行った。これは事実上の自国民救出のための出動であり、また出動した部隊は小銃や、機関銃、防弾チョッキ、防弾ヘルメット、装甲車などで完全武装しており武力行使を視野に入れた出動であり、このような状況は国際平和協力法や実施計画に明文で策定されていなかったため、この処置はマスコミから批判を浴びた。後日部隊を指揮した神本光伸は、NHKスペシャルで「自国民を救助して批判されたのが辛かった。」と発言している。
元国連難民高等弁務官の緒方貞子によれば、自衛隊の活動は「現地の人たちからも大変感謝される活動だった」としている。

## 空輸派遣隊
空輸派遣隊は、ナイロビからゴマまでC-130輸送機で輸送業務に当たる。日本からナイロビまでの物資輸送に、初めてAn-124をチャーターして使用した。

## 部隊の成果
- ルワンダ難民救援隊
  - 外来患者の診療：延べ約2100名
  - 手術：約70件
  - 給水量：計約7万トン
- 空輪派遣隊
  - 輸送人員：延べ約3400名
  - 輸送貨物：計約510トン